# Лукишская площадь
Лу́кишская площадь (лит. Lukiškių aikštė) — одна из центральных площадей Вильнюса в районе Лукишки (Новогородское староство). Расположена между проспектом Гедимина, улицами Й. Тумо-Вайжганто и 16 Февраля (Васарё 16-осёс, лит. Vasario 16-osios gatvė). Вокруг площади располагаются министерство финансов, министерство иностранных дел, апелляционный суд, музей оккупации и борьбы за свободу, литовская академия музыки и театра.
Во времена Великого княжества Литовского территория площади была предместьем города. В XVIII веке началась формироваться площадь, на которой были построены костёл Святых Иакова и Филиппа, монастырь и больница. В 1817 году её площадь составляла 2 га, по плану города 1837 года — 8 га. К концу XIX века площадь уже была окружена домами.
Во время польского восстания 1863—1864 годов на Лукишской площади по приказу виленского генерал-губернатора М. Муравьёва проводились публичные казни участников восстания, в том числе были казнены руководители — 21 повстанец, среди которых 3. Сераковский, К. Калиновский, Т. Далевский, Б. Колишка. В память о них в 1920 г. установлен мемориальный камень с высеченной датой «1863».
C 1860 года на площади действовал важнейший городской рынок; были устроены Хлебный (торговля зерном), Конный (лошади, крупный рогатый скот и другие животные), Сенной (сена и солома), Зелёный (продукты питания, птицы, свиньи, дикие звери) рынки. Первоначально территория рынка составляла 4,29 га, к началу XX века снизилась до 0,7 га. В то же время ярмарка Казюкаса была перенесена из кафедральной площади на Лукишскую площадь.
В 1904 году были скорректированы границы площади. Она обрела трапециевидную форму; по площади были проложены бульвары.
В 1920 году площадь была переименована в честь Юзефа Пилсудского. В советское время площадь носила название Советская (лит. Tarybų aikštė), потом Ленина. В 1991 году площади возвращено историческое наименование.
В послевоенное время площадь неоднократно реконструировали, последняя реконструкция завершилась в 2017 году.

## История

### Во времена Великого княжества Литовского (до XVIII века)
Истоки площади относятся к середине XV века, когда занимаемое ей пространство было значительно больше и доходило до берега Вилии. Ранее, в начале XV века великий князь Витовт заселил татар в северо-западной части; в последующие века эта местность называлась мусульманской деревней. Территория будущей площади, вероятно, представляла собой луг или изрезанное многочисленными тропами малоплодородное пастбище, которое располагалось на дороге, ведущей в Каунас. Первое письменное упоминание относится к 1441 году, когда великий князь Казимир IV указал местонахождение Лукишек в одной из своих привилегий. Южной границей тогда была нынешняя улица Паменкальнё (Портовая улица, лит. Pamėnkalnio gatvė), которая вела к переправе на реке. На плане Брауна XVI века показаны хаотично разбросанные здания на месте сегодняшней площади.

### Новейшее время (XX—XXI вв.)
С 1900 года на площади проводилась ежегодная рождественская ярмарка, с 1904 года на площади проходила знаменитая ярмарка Казюкас, а в 1907 году здесь проходили цирковые представления. В это же время был открыт новый Николаевский (Жверинский) мост вместо существовавшего с конца XIX ненадёжного деревянного моста, после чего Георгиевский проспект приобрёл важное значение для города. Началось строительство прогулочных бульваров со стороны Георгиевского проспекта и Казанской улицы (16 Февраля, лит. Vasario 16-osios gatvė).
В ходе реализации в 1938—1960 гг. перспективного плана развития города Вильнюса рынок был убран с площади. В южной части площади имеющуюся сеть дорожек, газонов и пространство стали использовать для парадов.
В 1949—1952 годах площадь была перестроена по проекту архитектора Владисловаса Микучяниса, на месте памятника Юзефу Пилсудскому в 1952 году был установлен памятник В. И. Ленину (скульптор Николай. Томский — президент Академии художеств СССР, архитектор В. Микучянис) — бронзовая скульптура стояла на прямоугольном ступенчатом гранитном постаменте. Были проложены радиальные дорожки, покрытые красным щебнем, установлены скамейки и канделябры, напоминающие по внешнему виду памятник.
После восстановления независимости Литвы 23 августа 1991 года было принято решение о демонтаже памятника Ленину и одновременно с этим было восстановлено историческое название. Памятник снесли 24 августа 1991 года и перенесли в парк Грутас. В 2006 году установлен памятник депортированным в Якутию  (скульптор Я. Ягела, архитектор А. Вишняускас).
В 2007—2009 проводился творческий конкурс, касающийся реконструкции площади, однако победитель не был определён. В 2016 году площадь закрылась на реконструкцию, длившуюся полтора года. Были проложены новые дорожки, заменено гранитное покрытие, установлены скамейки и фонари по проекту архитекторов
Гинтараса Чайкаускаса
и Линаса Науйокайтиса (а также К. Аделайтиса, В. Венцкунене, Ф. Ласиса, А. Латакаса, В. Раугалы, А. Григунене, У. Айдукене). После реконструкции площадь открыта 3 ноября 2017 года.

## Фотогалерея

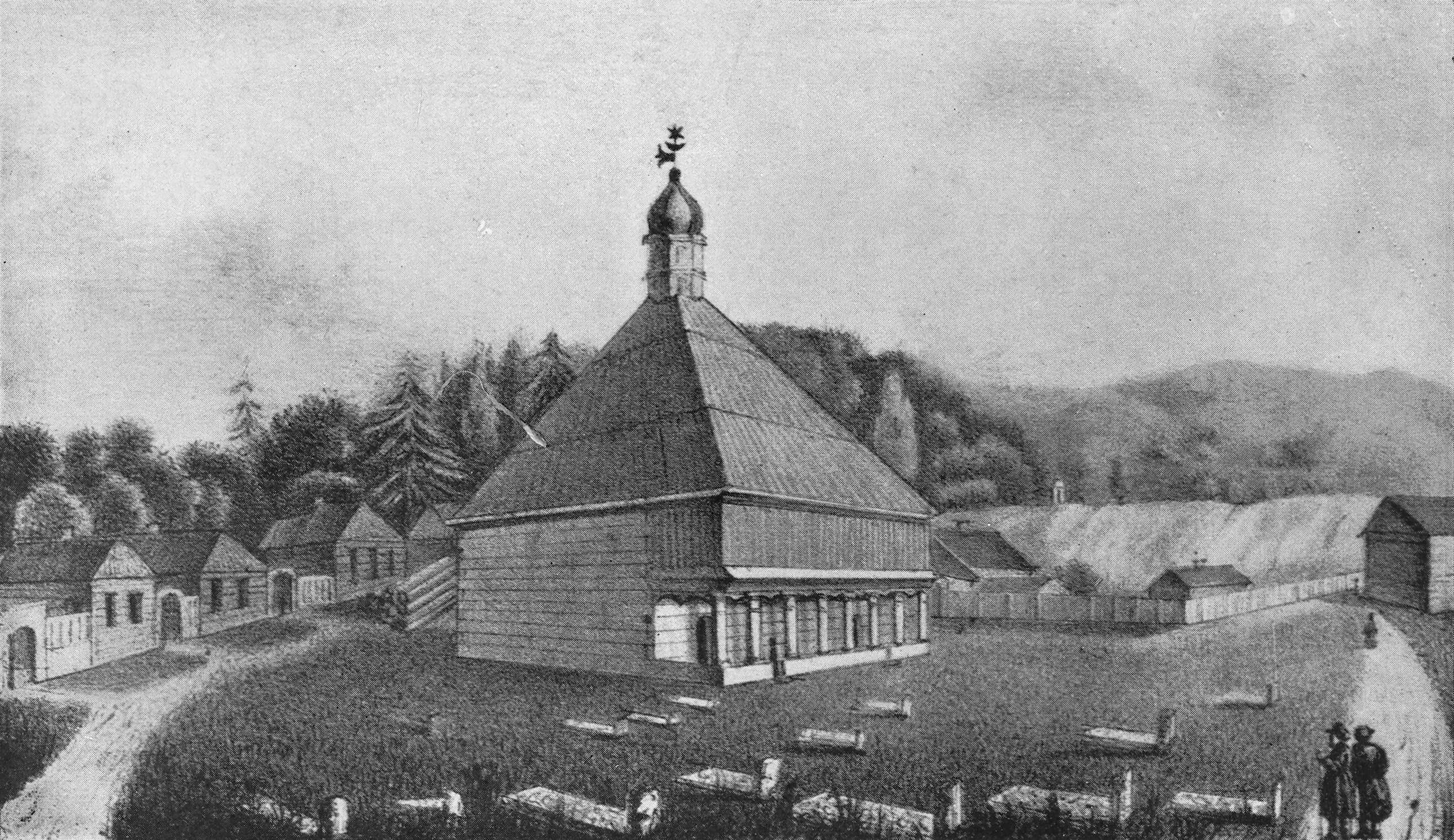
Татарская мечеть с кладбищем в Лукишках (1830)
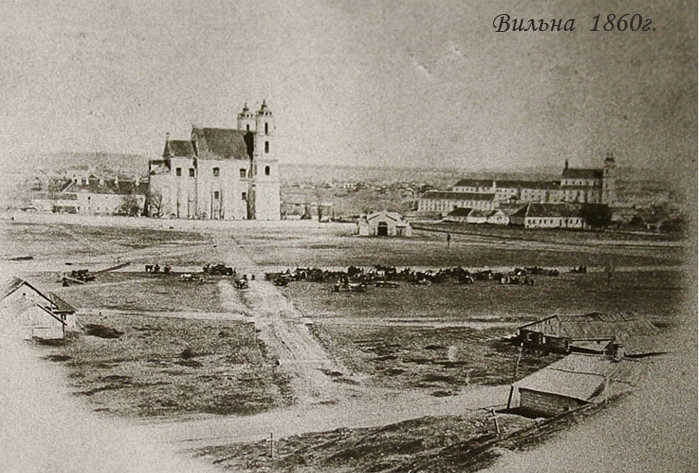
Лукишки (1860)
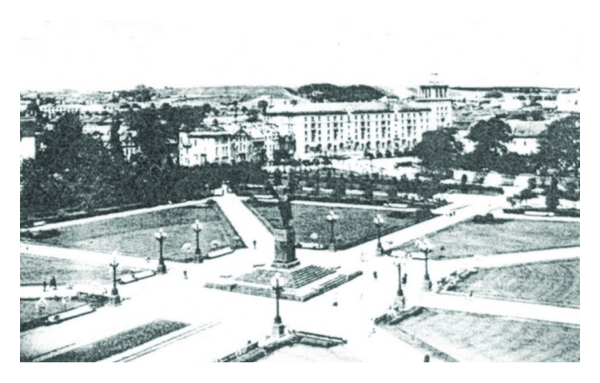
Площадь Ленина (1948)
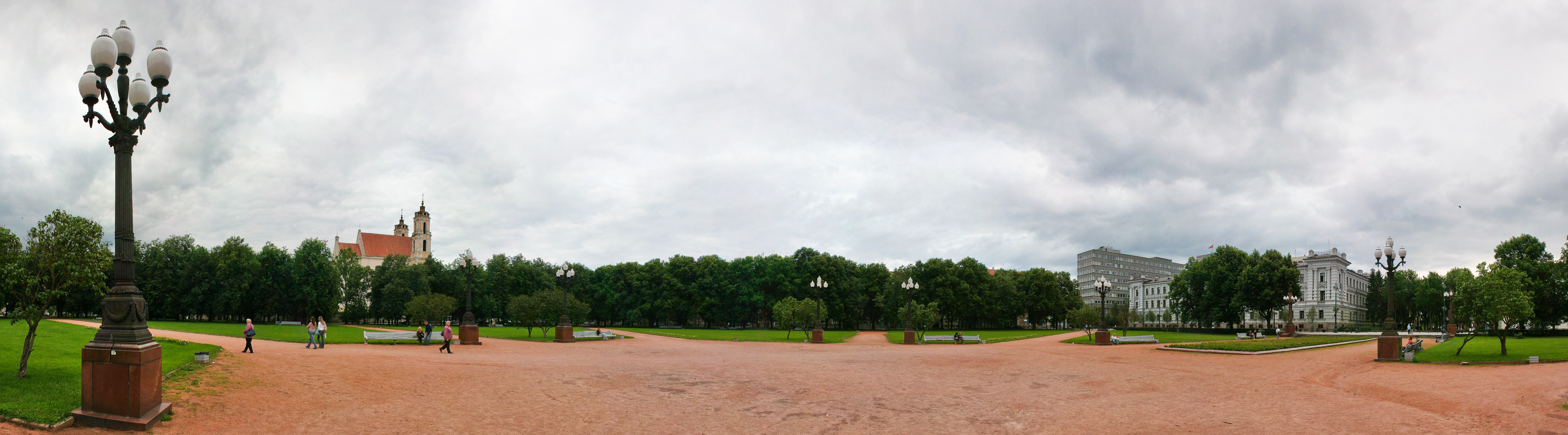
Панорамный вид площади до реконструкции (2004)
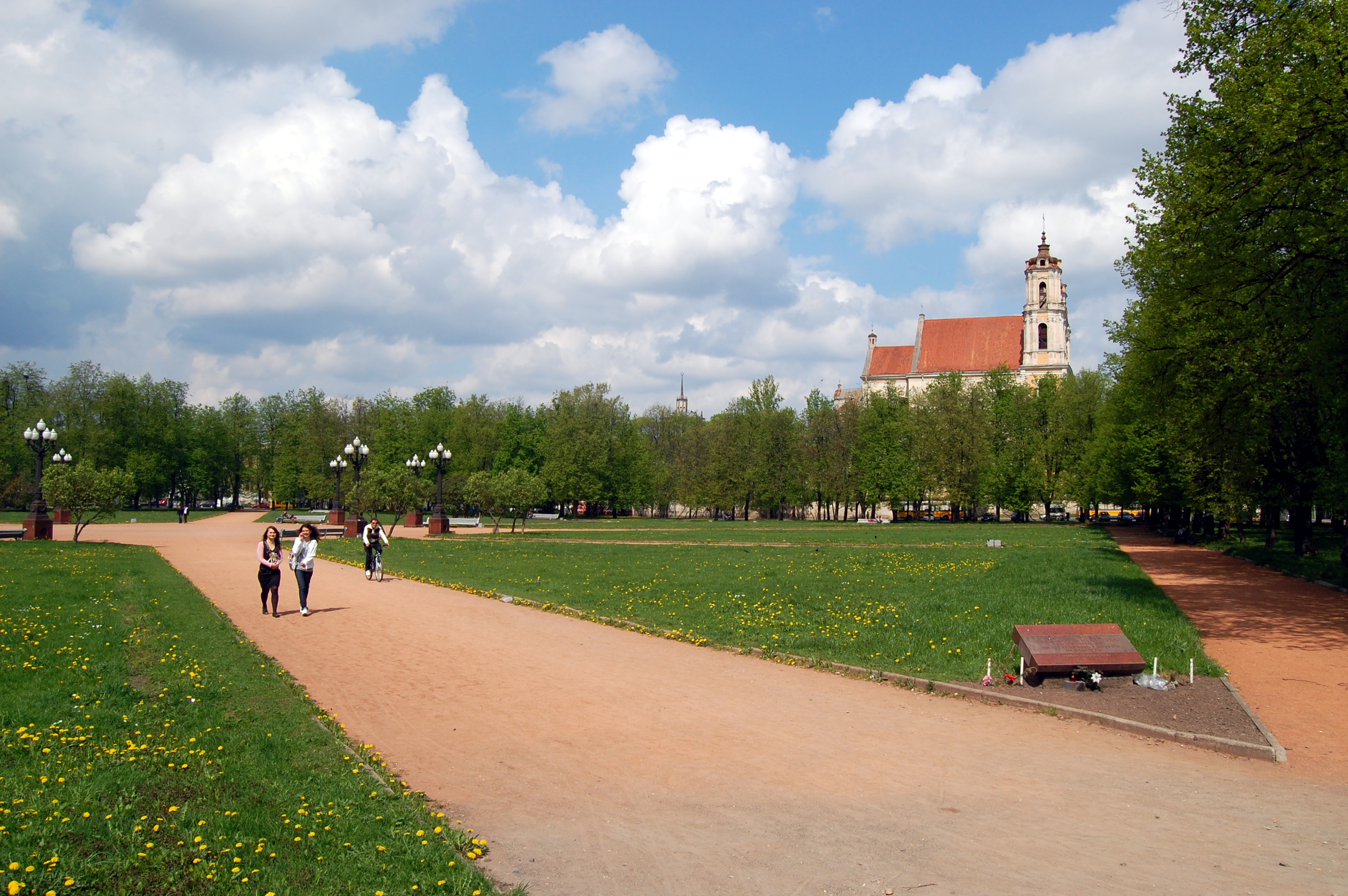
Вид на площадь с проспекта Гедимина до реконструкции (2008)
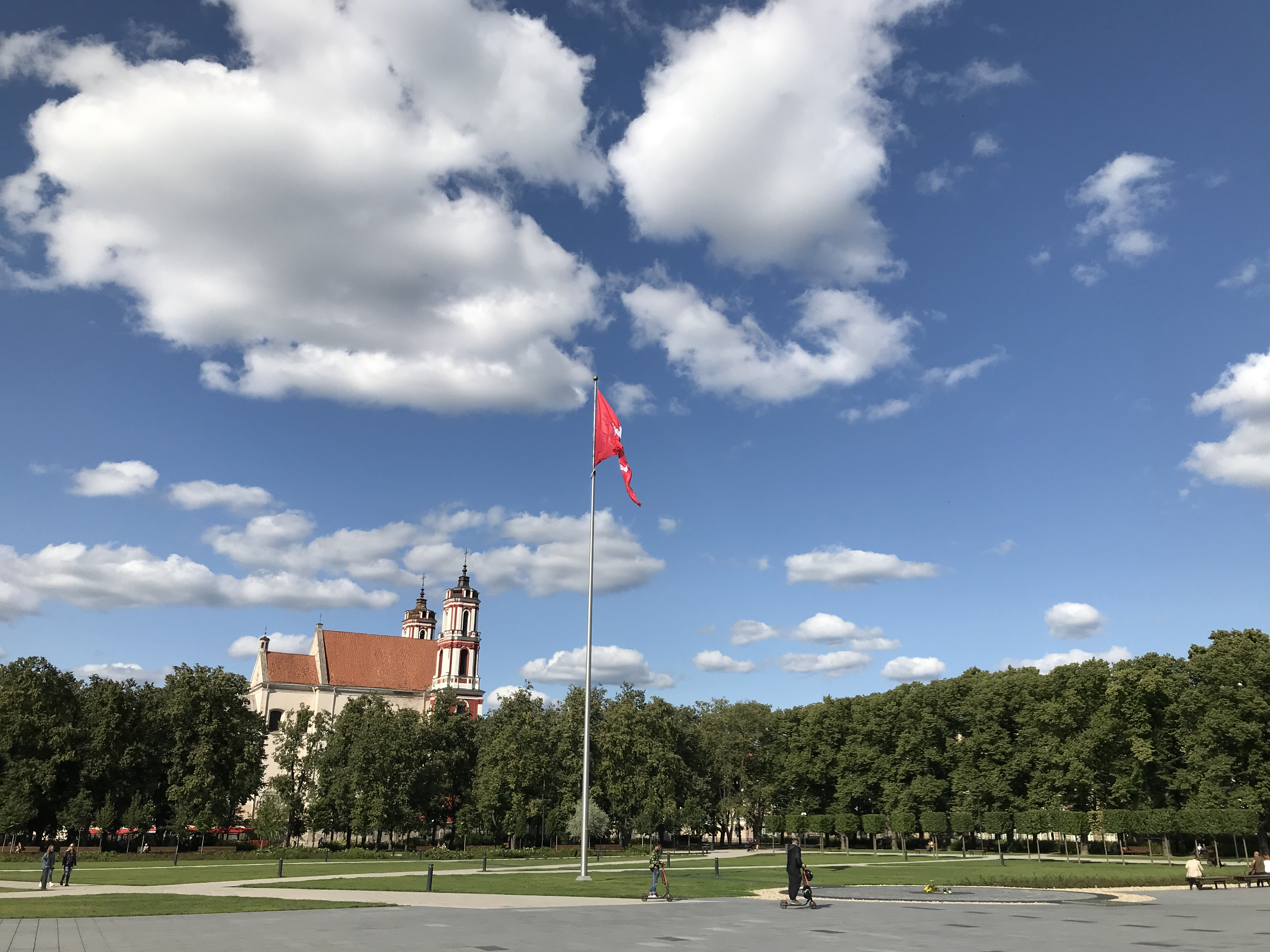
Государственный исторический флаг — центральный акцент площади (2019)
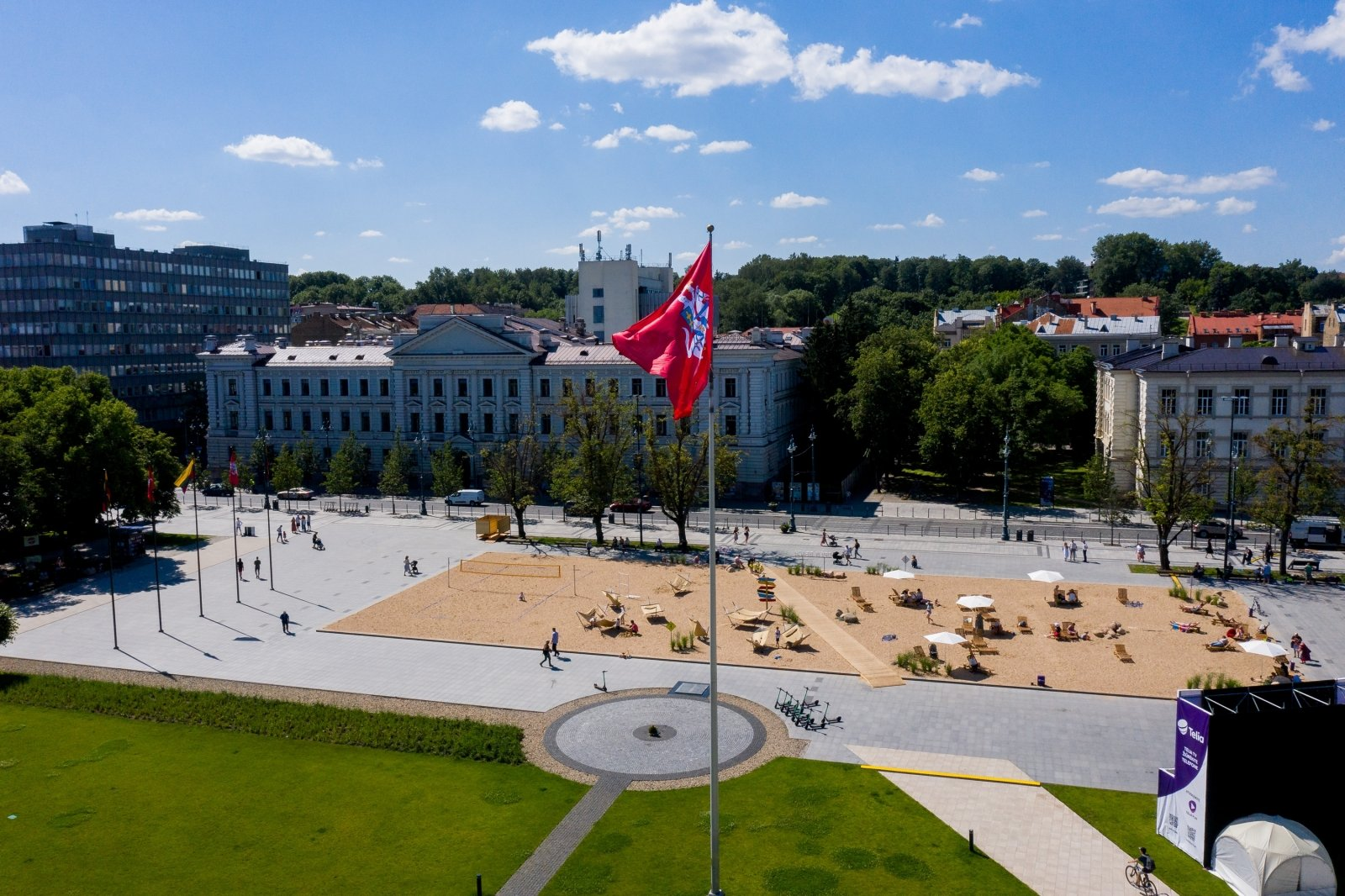
Временный песчаный пляж на площади (2020)